# Jeff Merkley
Jeffrey Alan Merkley (Myrtle Creek, 24 oktober 1956) is een Amerikaans politicus. Namens de Democratische Partij is hij sinds 3 januari 2009 de senator voor Oregon. Zijn huidige termijn loopt tot 3 januari 2021. Voor zijn aantreden als senator, was hij tussen 1999 en 2009 lid van Huis van Afgevaardigden van de staat Oregon. 
In 1979 behaalde hij zijn Bachelor of Arts in Internationale Relaties aan de Stanford-universiteit. Vervolgens haalde hij in 1982 zijn master in Public Affairs aan de Woodrow Wilson School.

## Politieke carrière
Merkley begon zijn politieke carrière in het Huis van Afgevaardigden van de staat Oregon in de periode tussen 1999 en 2009, waar hij tussen 2007 en 2009 als speaker optrad. In 2007 stapte hij in de race om de Senaatszetel van Oregon, in aanloop naar de Senaatsverkiezingen van 2008. Hij nam het hierbij op tegen de zittende Republikein Gordon Smith, die hij uiteindelijk met 3%-verschil versloeg. In 2014 stelde Merkley zich herverkiesbaar, waarbij hij het dit maal moest opnemen tegen Republikein Monica Wehby. Opnieuw won Merkley, dit keer met een marge van 18,9%. In maart 2019 gaf Merkley aan in 2020 opnieuw een herverkiezing na te streven.
- Gemeinsame Normdatei: 1206139714
- International Standard Name Identifier: 0000 0000 8245 2238
- Library of Congress Control Number: n86023136
- SNAC: w6tz5vnp
- Biographical Directory of the United States Congress: M001176
- Virtual International Authority File: 60558044
- WorldCat: E39PBJhXcTbwGgVyBwBqTp4jG3

Alabama: Tuberville (R) · Britt (R)
Alaska: Murkowski (R) · Sullivan (R)
Arizona: Kelly (D) · Gallego (D)
Arkansas: Boozman (R) · Cotton (R)
Californië: Padilla (D) · Schiff (D)
Colorado: Bennet (D) · Hickenlooper (D)
Connecticut: Blumenthal (D) · Murphy (D)
Delaware: Coons (D) · Blunt Rochester (D)
Florida: R. Scott (R) · Moody (R)
Georgia: Ossoff (D) · Warnock (D)
Hawaï: Schatz (D) · Hirono (D)
Idaho: Crapo (R) · Risch (R)
Illinois: Durbin (D) · Duckworth (D)
Indiana: Young (R) · Banks (R)
Iowa: Grassley (R) · Ernst (R)
Kansas: Moran (R) · Marshall (R)
Kentucky: McConnell (R) · Paul (R)
Louisiana: Cassidy (R) · Kennedy (R)
Maine: Collins (R) · King (O)
Maryland: Van Hollen (D) · Alsobrooks (D)
Massachusetts: Warren (D) · Markey (D)
Michigan: Peters (D) · Slotkin (D)
Minnesota: Klobuchar (D) · Smith (D)
Mississippi: Wicker (R) · Hyde-Smith (R)
Missouri: Hawley (R) · Schmitt (R)
Montana: Daines (R) · Sheehy (R)
Nebraska: Fischer (R) · Ricketts (R)
Nevada: Cortez Masto (D) · Rosen (D)
New Hampshire: Shaheen (D) · Hassan (D)
New Jersey: Booker (D) · Kim (D)
New Mexico: Heinrich (D) · Luján (D)
New York: Schumer (D) · Gillibrand (D)
North Carolina: Tillis (R) · Budd (R)
North Dakota: Hoeven (R) · Cramer (R)
Ohio: Moreno (R) · Husted (R)
Oklahoma: Lankford (R) · Mullin (R)
Oregon: Wyden (D) · Merkley (D)
Pennsylvania: Fetterman (D) · McCormick (R)
Rhode Island: Reed (D) · Whitehouse (D)
South Carolina: Graham (R) · T. Scott (R)
South Dakota: Thune (R) · Rounds (R)
Tennessee: Blackburn (R) · Hagerty (R)
Texas: Cornyn (R) · Cruz (R)
Utah: Lee (R) · Curtis (R)
Vermont: Sanders (O) · Welch (D)
Virginia: Warner (D) · Kaine (D)
Washington: Murray (D) · Cantwell (D)
West Virginia: Moore Capito (R) · Justice (R)
Wisconsin: Johnson (R) · Baldwin (D)
Wyoming: Barrasso (R) · Lummis (R)
(D): Democraat · (R): Republikein · (O): Onafhankelijk